# Il mio corpo
Pour plus de détails, voir Fiche technique et Distribution.
Il mio corpo est un film documentaire italo-suisse réalisé par Michele Pennetta, sorti en 2020.

## Synopsis
Réalisé dans les paysages de la Sicile intérieur, Il mio corpo met en parallèle la vie quotidienne de deux jeunes siciliens et celle de deux jeunes migrants africains.

## Fiche technique
- Titre original : Il mio corpo
- Réalisation : Michele Pennetta[1]
- Sociétés de production : Close Up Films, Kino Produzioni, RSI et Rai Cinema
- Sociétés de distribution : Lightdox[2], Sister (Suisse)[3], Curzon Artificial Eye (Royaume-Uni)[4], Nour Films (France)[5], Salzgeber (Allemagne)[6], Antani (Italie)[7]
- Pays d'origine :  Suisse et  Italie
- Genre : documentaire
- Durée : 82 minutes